# 1980-as magyar úszóbajnokság
Az 1980-as magyar úszóbajnokságot júniusban rendezték meg a Komjádi Béla Sportuszodában. A legjobb eredményt a férfi 200 méteres hátúszás hozta. A bajnok Wladár Sándor Európa-csúcsot úszott.

## Eredmények

### Férfiak
| Versenyszám            | Arany                                                                    | Arany    | Ezüst                                                                    | Ezüst    | Bronz                                                                | Bronz    |
| ---------------------- | ------------------------------------------------------------------------ | -------- | ------------------------------------------------------------------------ | -------- | -------------------------------------------------------------------- | -------- |
| 100 m gyorsúszás       | Mészáros Gábor Bp. Honvéd                                                | 54,34    | Szalkai Attila Eger SE                                                   | 54,86    | Kovács Ottó KSI                                                      | 54,88    |
| 200 m gyorsúszás       | Wladár Sándor KSI                                                        | 1:56,22  | Wladár Zoltán Újpesti Dózsa                                              | 1:57,11  | Nagy Sándor Újpesti Dózsa                                            | 1:57,19  |
| 400 m gyorsúszás       | Wladár Zoltán Újpesti Dózsa                                              | 3:59,35  | Nagy Sándor Újpesti Dózsa                                                | 4:03,96  | Wladár Sándor KSI                                                    | 4:06,52  |
| 1500 m gyorsúszás      | Wladár Zoltán Újpesti Dózsa                                              | 15:44,77 | Nagy Sándor Újpesti Dózsa                                                | 15:51,52 | Sós Csaba Bp. Honvéd                                                 | 16:15,76 |
| 100 m hátúszás         | Verrasztó Zoltán Bp. Honvéd                                              | 58,87    | Wladár Sándor KSI                                                        | 58,96    | Gulyás János Újpesti Dózsa                                           | 1:00,06  |
| 200 m hátúszás         | Wladár Sándor KSI                                                        | 2:01,72  | Verrasztó Zoltán Bp. Honvéd                                              | 2:05,52  | Rudolf Róbert Bp. Honvéd                                             | 2:07,84  |
| 100 m mellúszás        | Dzvonyár János Bp. Spartacus                                             | 1:03,73  | Hargitay András Bp. Honvéd                                               | 1:07,26  | Vermes Albán Újpesti Dózsa                                           | 1:07,54  |
| 200 m mellúszás        | Vermes Albán Újpesti Dózsa                                               | 2:21,63  | Dzvonyár János Bp. Spartacus                                             | 2:22,09  | Hargitay András Bp. Honvéd                                           | 2:27,59  |
| 100 m pillangóúszás    | Verrasztó Zoltán Bp. Honvéd                                              | 57,69    | Mészáros Gábor Bp. Honvéd                                                | 57,93    | Hargitay András Bp. Honvéd                                           | 58,74    |
| 200 m pillangóúszás    | Hargitay András Bp. Honvéd                                               | 2:04,56  | Verrasztó Zoltán Bp. Honvéd                                              | 2:04,83  | Mészáros Gábor Bp. Honvéd                                            | 2:05,49  |
| 200 m vegyes úszás     | Verrasztó Zoltán Bp. Honvéd                                              | 2:07,79  | Hargitay András Bp. Honvéd                                               | 2:08,73  | Molnár Gábor Bp. Spartacus                                           | 2:11,93  |
| 400 m vegyes úszás     | Verrasztó Zoltán Bp. Honvéd                                              | 4:29,40  | Hargitay András Bp. Honvéd                                               | 4:36,66  | Sós Csaba Bp. Honvéd                                                 | 4:39,83  |
| 4 × 100 m gyorsváltó   | Bp. Honvéd Verrasztó Zoltán Rudolf Róbert Hargitay András Mészáros Gábor | 3:40,63  | Újpesti Dózsa Gulyás János Wladár Zoltán László Frigyes Nagy Sándor      | 3:41,31  | Ferencvárosi TC Kormos István Besze Gábor Sáthy István Laub Csaba    | 3:42,12  |
| 4 × 200 m gyorsváltó   | Újpesti Dózsa Gulyás János László Frigyes Wladár Zoltán Nagy Sándor      | 7:54,30  | Bp. Honvéd Mészáros Gábor Rudolf Róbert Hargitay András Verrasztó Zoltán | 7:56,29  | Ferencvárosi TC Kormos István Sáthy István Horváth Zsolt Besze Gábor | 8:35,93  |
| 4 × 100 m vegyes váltó | Bp. Spartacus Süveg Béla Dzvonyár János Énekes Zoltán Molnár Gábor       | 3:57,95  | Bp. Honvéd Rudolf Róbert Verrasztó Zoltán Sós Csaba Mészáros Gábor       | 4:03,12  | Újpesti Dózsa Gulyás János Vermes Albán Legeza Péter Nagy Sándor     | 4:05,17  |

### Nők
| Versenyszám            | Arany                                                                       | Arany   | Ezüst                                                                 | Ezüst   | Bronz                                                            | Bronz   |
| ---------------------- | --------------------------------------------------------------------------- | ------- | --------------------------------------------------------------------- | ------- | ---------------------------------------------------------------- | ------- |
| 100 m gyorsúszás       | Fodor Ágnes Eger SE                                                         | 59,06   | Németh Lívia BVSC                                                     | 1:00,69 | Ardai Andrea KSI                                                 | 1:00,78 |
| 200 m gyorsúszás       | Fodor Ágnes Eger SE                                                         | 2:07,17 | Miklósfalvi Éva BVSC                                                  | 2:11,73 | Ardai Andrea KSI                                                 | 2:12,47 |
| 400 m gyorsúszás       | Gulyás Klára Bp. Spartacus                                                  | 4:25,13 | Miklósfalvi Éva BVSC                                                  | 4:26,53 | Hegedűs Ágnes Bp. Spartacus                                      | 4:34,57 |
| 800 m gyorsúszás       | Gulyás Klára Bp. Spartacus                                                  | 9:04,35 | Miklósfalvi Éva BVSC                                                  | 9:10,42 | Orosz Andrea Bp. Spartacus                                       | 9:31,46 |
| 100 m hátúszás         | Fodor Ágnes Eger SE                                                         | 1:05,52 | Czövek Zsuzsa Vasas SC                                                | 1:06,30 | Kálmán Andrea Bp. Honvéd                                         | 1:06,52 |
| 200 m hátúszás         | Fodor Ágnes Eger SE                                                         | 2:19,27 | Kálmán Andrea Bp. Honvéd                                              | 2:19,92 | Czövek Zsuzsa Vasas SC                                           | 2:22,71 |
| 100 m mellúszás        | Kindl Gabriella Bp. Spartacus                                               | 1:13,15 | Kolsói Andrea Bp. Spartacus                                           | 1:18,93 | Kertész Zsuzsa Bp. Honvéd                                        | 1:19,92 |
| 200 m mellúszás        | Kindl Gabriella Bp. Spartacus                                               | 2:41,94 | Gulyás Klára Bp. Spartacus                                            | 2:44,35 | Kertész Zsuzsa Bp. Honvéd                                        | 2:44,98 |
| 100 m pillangóúszás    | Miklósfalvi Éva BVSC                                                        | 1:03,77 | Rakolczai Erika Bp. Honvéd                                            | 1:05,97 | Szlavitsek Gizella Újpesti Dózsa                                 | 1:06,66 |
| 200 m pillangóúszás    | Miklósfalvi Éva BVSC                                                        | 2:17,39 | Rakolczai Erika Bp. Honvéd                                            | 2:23,20 | Szlavitsek Gizella Újpesti Dózsa                                 | 2:25,16 |
| 200 m vegyes úszás     | Gulyás Klára Bp. Spartacus                                                  | 2:24,52 | Kertész Zsuzsa Bp. Honvéd                                             | 2:28,24 | Várkonyi Gabriella Bp. Spartacus                                 | 2:30,49 |
| 400 m vegyes úszás     | Gulyás Klára Bp. Spartacus                                                  | 4:58,95 | Miklósfalvi Éva BVSC                                                  | 5:07,73 | Pócsai Andrea Vasas SC                                           | 5:10,58 |
| 4 × 100 m gyorsváltó   | Bp. Spartacus Gulyás Klára Orosz Andrea Kolsói Andrea Hegedűs Ágnes         | 4:11,92 | BVSC Németh Lívia Fekete Edit Karap Judit Miklósfalvi Éva             | 4:12,78 | Eger SE Herczeg Krisztina Rafael Irén Lázár Rita Fodor Ágnes     | 4:13,99 |
| 4 × 100 m vegyes váltó | Bp. Spartacus Gulyás Klára Kindl Gabriella Várkonyi Gabriella Hegedűs Ágnes | 4:31,51 | Bp. Honvéd Kálmán Andrea Kertész Zsuzsa Rakolczai Erika Albert Andrea | 4:39,44 | Vasas SC Czövek Zsuzsa Lugosi Katalin Szeip Ildikó Pócsai Andrea | 4:39,75 |

## Csúcsok
A bajnokság során az alábbi csúcsok születtek:
| Esemény                     | Idő     | Név                                                           | Csapat        | Csúcs                               |
| --------------------------- | ------- | ------------------------------------------------------------- | ------------- | ----------------------------------- |
| Férfi 100 méteres hátúszás  | 58,20   | Wladár Sándor                                                 | KSI           | Országos felnőtt és ifjúsági        |
| Férfi 200 méteres hátúszás  | 2:01,72 | Wladár Sándor                                                 | KSI           | Európa-, országos felnőtt, ifjúsági |
| Férfi 100 méteres mellúszás | 1:08,10 | Kovács József                                                 | Bp. Spartacus | Országos serdülő                    |
| Férfi 4 × 100 m gyorsváltó  | 3:43,22 | Szondi György Molnár Gábor Bán Attila Süveg Béla              | Bp. Spartacus | Országos ifjúsági                   |
| Női 200 méteres gyorsúszás  | 2:07,17 | Fodor Ágnes                                                   | Eger SE       | Országos felnőtt, ifjúsági, serdülő |
| Női 400 méteres gyorsúszás  | 4:25,13 | Gulyás Klára                                                  | Bp. Spartacus | Országos felnőtt, ifjúsági, serdülő |
| Női 800 méteres gyorsúszás  | 9:04,35 | Gulyás Klára                                                  | Bp. Spartacus | Országos felnőtt, ifjúsági, serdülő |
| Női 100 méteres mellúszás   | 1:13,15 | Kindl Gabriella                                               | Bp. Spartacus | Országos felnőtt, ifjúsági, serdülő |
| Női 200 méteres mellúszás   | 2:41,94 | Kindl Gabriella                                               | Bp. Spartacus | Országos felnőtt, ifjúsági, serdülő |
| Női 4 × 100 m gyorsváltó    | 4:11,92 | Gulyás Klára Orosz Andrea Kolsói Andrea Hegedűs Ágnes         | Bp. Spartacus | Országos serdülő                    |
| Női 4 × 100 m vegyes váltó  | 4:31,51 | Gulyás Klára Kindl Gabriella Várkonyi Gabriella Hegedűs Ágnes | Bp. Spartacus | Országos ifjúsági                   |